# Cascades Sutherland
Les cascades Sutherland són unes cascades que es troben prop de Milford Sound, a l'illa sud de Nova Zelanda. Amb 580 m d'altura, es va creure que aquestes cascades eren les més altes de Nova Zelanda. No obstant això, les cascades Browne, on l'aigua cau 843 m d'altura per un vessant de muntanya en Doubtful Sound, fan que aquestes siguin les més altes.
L'aigua cau des del llac Quill en tres cascades: la cascada superior té 229 m d'altura, la central té 248 m, i la inferior té 103 m. Un desnivell vertical de 580 m al llarg de 480 m de distància horitzontal fa que la inclinació de les cascades és d'aproximadament 56º.
La base de les cascades Sutherland és a 90 minuts (tornada) a peu des del refugi públic de Quintin per la Milford Track.

## Història
Les cascades Sutherland van ser descobertes per primera vegada per un colonitzador escocès, Donald Sutherland, el 1880. Inicialment va afirmar que les cascades tenien més de 1000 m d'altura, la qual cosa les hauria convertit en les més alt del món amb diferència. Els messuraments posteriors van demostrar que aquesta afirmació es va inflar significativament, i s'han confirmat que en realitat tenen 580 m d'altura.
El llac Quill, que és la font de les cascades, va ser nomenat en honor de l'explorador que va pujar per primer cop al cingle per accedir al llac el 1890.